# 고정식 자전거

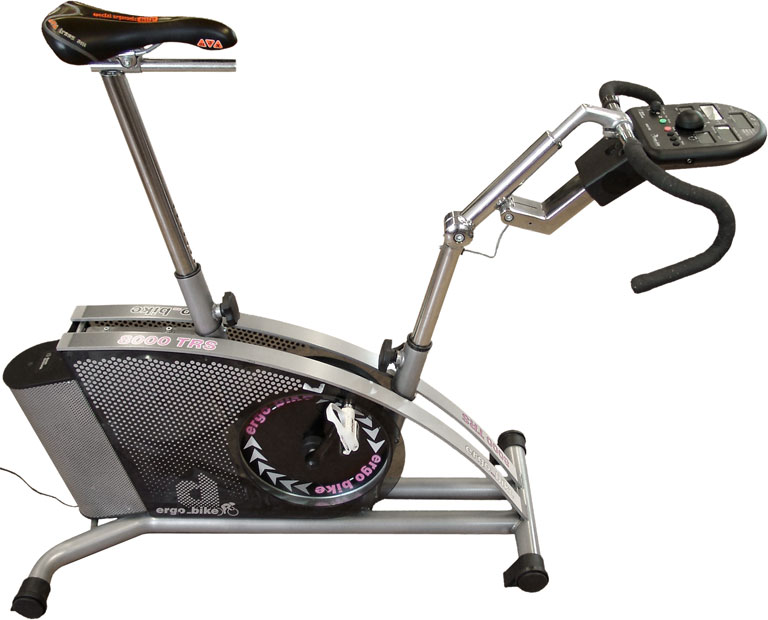
고정식 자전거

고정식 자전거(Stationary bicycle)는 주로 실내에서 사용하는 운동을 위한 자전거 모양의 운동 기구이다. 실내에서 자전거 타기를 스피닝이라고 부르기도 한다.
고정식 자전거는 실내 사이클링용 운동 장비로 사용되는 장치이다. 여기에는 안장, 페달 및 (고정식) 자전거처럼 배열된 일부 형태의 핸들바가 포함된다.
고정식 자전거는 일반적으로 바퀴가 없는 자전거와 유사한 특수 목적의 운동기구이다. 일반 자전거를 자전거 롤러나 트레이너 위에 올려 고정 운동용으로 개조하는 것도 가능하다. 롤러와 트레이너는 경주용 자전거 운전자가 경주 전에 몸을 풀거나 실내에서 자신의 기계로 훈련하는 데 자주 사용된다.